# (3060) Delcano
(3060) Delcano ist ein Asteroid des Hauptgürtels, der am 12. September 1982 vom Schweizer Astronomen Paul Wild, vom Observatorium Zimmerwald (IAU-Code 026) der Universität Bern aus, entdeckt wurde.
Der Asteroid ist nach dem spanischen Seefahrer und Entdecker Juan Sebastián de Elcano benannt, der die von Ferdinand Magellan begonnene Weltumsegelung vollendete.